# ذراع المبرك (يهر)

تعديل مصدري - تعديل

ذراع المبرك هي إحدى قرى عزلة يهر بمديرية يهر التابعة لمحافظة لحج، بلغ تعداد سكانها 37 نسمة حسب تعداد اليمن لعام 2004.